# Liste der Staatsoberhäupter 1823
Übersicht
◄◄ | ◄ | 1819 | 1820 | 1821 | 1822 | Liste der Staatsoberhäupter 1823 | 1824 | 1825 | 1826 | 1827 | ► | ►►

Weitere Ereignisse

## Afrika
- Ägypten
  - Vizekönig: Muhammad Ali Pascha (1805–1848)

- Äthiopien
  - Kaiser: Gigar (1821–1826, 1830)

- Burundi
  - König: Ntare IV. Rugamba (ca. 1796–ca. 1850)

- Dahomey
  - König: Gézo (1818–1856)

- Marokko
  - Sultan der Alawiden-Dynastie: Mulai Abd ar-Rahman (1822–1859)

- Ruanda
  - König: Mutara II., König von Ruanda (1802–1853)

- Tunesien
  - Sultan der Husainiden-Dynastie: Mahmud Bey (1814–1824)

## Amerika

### Nordamerika
- Mexiko
  - Herrscher: Kaiser Agustín I. (1822–19. März 1823)

- Vereinigte Staaten von Amerika
  - Staats- und Regierungschef: Präsident James Monroe (1817–1825)

### Mittelamerika
- Haiti (umstritten)
  - Staats- und Regierungschef: Präsident Jean-Pierre Boyer (1818–1843)

- Zentralamerikanische Konföderation (ab 1. Juli)
  - Costa Rica: Vorsitzender der Obersten Regierungsjunta Manuel Alvarado e Hidalgo (1823–1824)
  - El Salvador: ?
  - Guatemala: ?
  - Honduras: ?
  - Nicaragua: ?

### Südamerika
- Brasilien (umstritten)
  - Herrscher: Kaiser Peter I. (12. Oktober 1822–1831)

- Chile
  - Staats- und Regierungschef:
    1. Oberster Direktor Bernardo O’Higgins (1817–28. Januar 1823)
    2. Vorsitzender der Regierungsjunta Agustín Eyzaguirre (28. Januar–29. März 1823)
    3. (übergangsweise) Ramón Freire y Serrano (4. April–13. August 1823)
    4. Oberster Direktor Diego José Benavente (13. August–1. September 1823)
    5. Oberster Direktor Ramón Freire (1. September 1823–1826)

- Großkolumbien
  - Staats- und Regierungschef: Präsident Francisco de Paula Santander (1819–1827, 1832–1837)

- Paraguay
  - Staats- und Regierungschef: Konsul Gaspar Rodríguez de Francia (1814–1840)

- Peru (umstritten)
  - Staats- und Regierungschef:
    1. Vorsitzender der Regierungsjunta José de La Mar (1822–27. Februar 1823)
    2. (provisorisch) José Bernardo de Tagle Portocarrero (27. Februar–28. Februar 1823)
    3. Präsident José de la Riva Agüero (28. Februar–23. Juni 1823)
    4. Präsident Antonio José de Sucre (23. Juni–17. Juli 1823)
    5. Oberster Abgesandter José Bernardo de Tagle Portocarrero (17. Juli 1823–1824)

  - Vizekönig: José de la Serna e Hinojosa (1821–1824)

- Río de la Plata (heute Argentinien)
  - Staats- und Regierungschef: bis 1826 keine Zentralregierung in Funktion, sondern lediglich lokale Juntas oder Caudillos

## Asien
- Abu Dhabi
  - Scheich:
    - Shakhbut bin Dhiyab (1818–1833)
    - Tahnun bin Shakhbut (1818–1833)

- Afghanistan
  - König:
    1. Ayub Shah (1819–1823)
    2. Habibollah Shah (1823)

- China
  - Kaiser der Qing-Dynastie: Dao Guang (1821–1850)

- Chiwa
  - Khan: Muhammad Rahim I. (1806–1825)

- Japan
  - Kaiser: Ninkō (1817–1846)
  - Shōgun (Tokugawa): Tokugawa Ienari (1786–1837)

- Korea (Joseon)
  - König: Sunjo (1800–1834)

- Persien (Kadscharen-Dynastie)
  - Schah: Fath Ali (1797–1834)

- Thailand
  - König: Rama II. (1809–1824)

## Australien und Ozeanien
- Hawaii
  - König: Kamehameha II. (Liholiho) (1819–1824)

## Europa
- Andorra
  - Co-Fürsten:
    - König von Frankreich: Ludwig XVIII. (1814–1824)
    - Bischof von Urgell: Bernat Francés y Caballero (1817–1824)

- Dänemark
  - König: Friedrich VI. (1808–1839) (1808–1814 König von Norwegen)

- Deutscher Bund
  - Österreich
    - Kaiser: Franz I. (1804–1835)

  - Preußen
    - König: Friedrich Wilhelm III. (1797–1840)

  - Fürstentum Anhalt-Bernburg
    - Herzog: Alexius Friedrich Christian (1796–1834) (bis 1807 Fürst)

  - Fürstentum Anhalt-Dessau
    - Herzog: Leopold IV. (1817–1871)

  - Fürstentum Anhalt-Köthen:
    - Herzog: Ferdinand Friedrich (1818–1830)

  - Baden
    - Großherzog: Ludwig I. (1818–1830)
      - Präsident des Staatsministeriums: Wilhelm Freiherr von Berstett (1820–1831)

  - Bayern
    - König: Maximilian I. (1799–1825) (bis 1805 Kurfürst)

  - Braunschweig
    - Herzog: Karl II. (1815–1831)

  - Bremen
    - Bürgermeister: Johann Smidt (1821–1857)
    - Bürgermeister: Heinrich Gröning (1821–1839)
    - Bürgermeister: Simon Hermann Nonnen (1822–1847)

  - Frankfurt
    - Älterer Bürgermeister: Johann Wilhelm Metzler (1816–1817, 1819, 1823)

  - Hamburg
    - Bürgermeister: Wilhelm Amsinck (1802–1811, 1813–1831)
    - Bürgermeister: Johann Arnold Heise (1807–1811, 1813–1834)
    - Bürgermeister: Johann Heinrich Bartels (1820–1850)
    - Bürgermeister: Johann Daniel Koch (1821–1829)

  - Hannover (1815–1837 Personalunion mit Großbritannien)
    - König: Georg IV. (1820–1830)

  - Hessen-Darmstadt
    - Großherzog: Ludwig I. (1790–1830) (1790–1806 Landgraf)
      - Präsident des Gesamt-Ministeriums: Karl von Grolman (1821–1829)

  - Hessen-Homburg
    - Landgraf: Friedrich VI. (1820–1829)

  - Hessen-Kassel
    - Kurfürst: Wilhelm II. (1821–1847)

  - Hohenzollern-Hechingen
    - Fürst: Friedrich (1810–1838)

  - Hohenzollern-Sigmaringen
    - Fürst: Anton Aloys (1785–1831)

  - Holstein und Lauenburg (1815–1864 Personalunion mit Dänemark)
    - Herzog: Friedrich VI. (1815–1839)

  - Liechtenstein
    - Fürst: Johann I. Josef (1805–1836)

  - Lippe
    - Fürst: Leopold II. (1802–1851)

  - Lübeck
    - Bürgermeister: Johann Caspar Lindenberg,
    - Bürgermeister: Johann Matthaeus Tesdorpf (1806, 1813–1824)
    - Bürgermeister: Stephan Hinrich Behncke
    - Bürgermeister: Christian Heinrich Kindler

  - Luxemburg (1815–1890  mit den Niederlanden)
    - Großherzog: Wilhelm I. (1815–1840)

  - Mecklenburg-Schwerin
    - Großherzog: Friedrich Franz I. (1785–1837) (bis 1815 Herzog)
      - Geheimerratspräsident: August Georg Freiherr von Brandenstein (1808–1836)

  - Mecklenburg-Strelitz
    - Großherzog: Georg (1816–1860)
      - Staatsminister: August von Oertzen (1810–1836)

  - Nassau
    - Herzog: Wilhelm (1816–1839)
      - Staatsminister: Ernst Franz Ludwig Marschall von Bieberstein (1806–1834)

  - Oldenburg
    - Großherzog:  Peter Friedrich Wilhelm (1785–1823) (entmündigt unter Vormundschaft; bis 1815 Herzog)
      - Regent: Peter Friedrich Ludwig (1785–1823) (1823–1829 (Groß)herzog von Oldenburg; 1785–1803 Bischof von Lübeck)
      - Staatsminister: Karl Ludwig Friedrich Josef von Brandenstein (1814–1842)

  - Reuß ältere Linie:
    - Fürst: Heinrich XIX. (1817–1836)

  - Reuß-Ebersdorf
    - Fürst: Heinrich LXXII. (1822–1848)

  - Reuß-Lobenstein
    - Fürst: Heinrich LIV. (1805–1824)

  - Reuß-Schleiz
    - Fürst: Heinrich LXII. (1818–1848)

  - Sachsen
    - König: Friedrich August I. (1763–1827) (bis 1806 Kurfürst)

  - Sachsen-Coburg-Saalfeld
    - Herzog: Ernst I. (1806–1826)

  - Sachsen-Gotha-Altenburg
    - Herzog: Friedrich IV. (1822–1825)

  - Sachsen-Hildburghausen
    - Herzog: Friedrich (1780–1826)

  - Sachsen-Meiningen
    - Herzog: Bernhard II. (1803–1866)

  - Sachsen-Weimar-Eisenach
    - Großherzog: Carl August (1758–1828) (bis 1815 Herzog)

  - Schaumburg-Lippe
    - Fürst: Georg Wilhelm (1787–1860) bis 1807 Graf

  - Schwarzburg-Rudolstadt
    - Fürst: Friedrich Günther (1807–1867)

  - Schwarzburg-Sondershausen
    - Fürst: Günther Friedrich Karl I. (1794–1835)

  - Waldeck und Pyrmont
    - Fürst: Georg II. (1813–1845)
      - Regierungspräsident: Carl Rudolf von Preen (1814–1823)
      - Regierungspräsident: Burchard Christian von Spilcker (1823–1838)

  - Württemberg
    - König: Wilhelm I. (1816–1864)
      - Präsident des Geheimen Rats: Christian Friedrich von Otto (1821–1831)

- Frankreich
  - König: Ludwig XVIII. (1814–1815, 1815–1824)
    - Präsident des Ministerrates: Jean-Baptiste de Villèle (1821–1828)

- Italienische Staaten
  - Kirchenstaat
    - Papst:
      - Pius VII. (1800–1810)  (1815–1823)
      - Leo XII. (1823–1829)

  - Lombardo-Venetien (1815–1859/66 Personalunion mit Österreich)
    - König: Franz (1815–1835)

  - Lucca
    - Herzogin: Maria Luisa (1815–1824)

  - Massa und Carrara
    - Herzogin: Maria Beatrice (1790–1829)

  - Modena und Reggio
    - Herzog: Franz IV. (1814–1846)

  - Parma, Piacenza und Guastalla
    - Herzogin: Marie-Louise (1814–1847)

  - San Marino
    - Capitani Reggenti: Mariano Begni, Giovanni Malpeli (1. Oktober 1822–1. April 1823)
    - Capitani Reggenti: Giuseppe Mercuri, Marino Lonfernini (1. April–1. Oktober 1823)
    - Capitani Reggenti: Francesco Maria Belluzzi, Filippo Filippi (1. Oktober 1823–1824)

  - Sardinien
    - König: Karl Felix (1821–1831)

  - Königreich beider Sizilien
    - König: Ferdinand I. (1816–1825)

  - Toskana
    - Großherzog: Ferdinand III. (1790–1801) (1814–1824)

- Krakau
  - Stadtoberhaupt: ?

- Monaco
  - Fürst: Honoré V. (1819–1841)

- Montenegro (bis 1878 unter osmanischer Suzeränität)
  - Fürstbischof (Vladika): Petar I. Petrović-Njegoš (1782–1830)

- Niederlande
  - Herrscher: König Wilhelm I. (1815–1840)

- Osmanisches Reich
  - Sultan: Mahmud II. (1808–1839)

- Portugal
  - König: Johann VI. (1816–1826) (1792–1816 Regent von Portugal, 1815–1816 Regent von Brasilien, 1816–1822 König von Brasilien)

- Russland
  - Kaiser: Alexander I. (1801–1825)

- Schweden
  - König: Karl XIV. Johann (1818–1844) (1818–1844 König von Norwegen)

- Serbien (bis 1878 unter osmanischer Suzeränität)
  - Fürst: Miloš Obrenović (1817–1839, 1858–1860)

- Spanien
  - König: Ferdinand VII. (1808, 1813–1833)

- Ungarn
  - König: Franz I. (1792–1835) (1792–1806 Kaiser, 1792–1835 König von Böhmen, 1815–1835 König von Lombardo-Venetien, 1792–1797 und 1799–1800 Herzog von Mailand, 1792–1804 Erzherzog von Österreich, 1804–1835 Kaiser von Österreich)

- Vereinigtes Königreich
  - Staatsoberhaupt: König Georg IV. (1820–1830) (1811–1820 Regent, 1820–1830 König von Hannover)
  - Regierungschef: Premierminister Robert Jenkinson, 2. Earl of Liverpool (1812–1827)

- Walachei (unter osmanischer Oberherrschaft)
  - Fürst: Grigore IV. Ghica (1822–1828)